# آناستاسیوس پارسی
آناستاسیوس یا آناستاسیوس پارسی (انگلیسی: Anastasius of Persia; – ۲۲ ژانویهٔ ۶۲۸) یک قدیس مسیحی است. آناستاسیوس در اصل یک سرباز زرتشتی در ارتش ساسانی بود که به مسیحیت گروید و در سال ۶۲۸ کشته شد.

## زندگی‌نامه
آناستاسیوس، شهید زاهد مسیح، در اوایل قرن هفتم میلادی با نام ماگندار در ایران به دنیا آمد و پسر یک مجوس به نام بائو بود. در بزرگسالی، وی بخشی از لشکر ارتش پارسیان بود. در سال ۶۱۴ خسرو دوم اورشلیم را گرفته بود و ایرانیان صلیب راستین را به عنوان غنیمت تصاحب کرده بودند و به تیسفون منتقل کرده بودند. بسیاری از مردمان آنجا به دیدن آن رفتند. صلیب مقدس قدرت سرنگونی دین آتش‌پرستی ایرانیان را داشت، زیرا ایرانیان بسیاری به ایمان مسیحیت گرویدند. در میان این افراد پسر آن مجوس بود که پس از لمسی از شفاعت الهی، در پی درک این بود که چرا مسیحیان اینقدر به صلیب مقدس احترام می‌گذارند. او ابتدا به سوریه رفت و در آنجا با یک مسیحی پارسی ماند. او از آن پارسی خواست تا به او ایمان مسیحیت را بیاموزد. با این حال، آن پارسی از پدر مجوس او می‌ترسید، و هیچ چیزی به او نگفت. سپس پسر که تشنه دانش بود به اورشلیم سفر کرد، که در آنجا اصول ایمان مسیحی را آموخت. او بعداً تعمید گرفت و توسط پدرخوانده‌اش، قدیس مودستوس نام آناستاسیوس (در یونانی Ανάσταση به معنای رستاخیز کرده) به او داده شد. پس از آن، او یک راهب در صومعه سابا (سریانی: ܕܝܪܐ ܕܡܪܝ ܣܒܐ‎,) شد که در آنجا او به سرعت زبان یونانی را آموخت و مزامیر را حفظ کرد. او زندگی زاهدانه‌ای را برای هفت سال مدیریت کرد و در طول این زمان او زندگی قدیسین را مطالعه کرد. این، همراه با شفاعت الهی موجب شد که قدیس بخواهد برای مسیح شهید بشود.

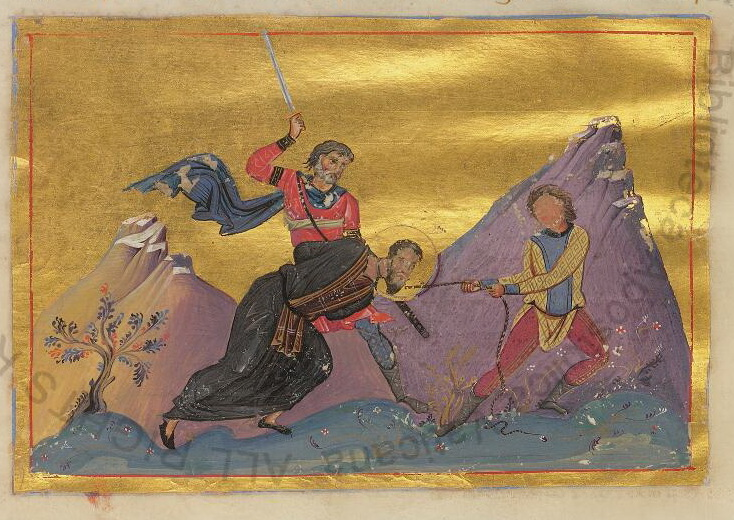
آناستاسیوس قدیس؛ مینیاتوری در کتابخانه واتیکان. ۹۸۵

بنابرین، او به قیصریه که توسط ایرانیان تسخیر شده بود رفت، تا از برخی مجوسیان که مراسم بت‌پرستی انجام می‌دادند انتقاد کند. او دستگیر و شکنجه شد زیرا که او دین مسیحیت را موعظه می‌کرد. جلادها و ایرانیان بسیاری هر روز به زندان می‌رفتند تا به‌طور لفظی به او توهین کنند، او را می‌زدند و در حالی که او را خائن می‌نامیدند، لباس‌هایش را پاره‌پاره کرده و ریشش را کندند. آناستازیوس با شادی از تمام اینها رنج برد، و زمانی که تهدید کردند که او را به نزد شاه ایران خواهند برد او پاسخ داد: "من چرا باید از او بترسم؟ از او باید بترسم که مانند شما فانی است، یا از مسیح که آسمان و زمین را آفرید؟" فرماندار برای بار آخر تلاش کرد تا او را متقاعد کرند که ایمان خود را انکار کند، اما شهید به او گفت:"حتی اگر شما مرا آزاد کنید من خودم به نزد شاه ایران خواهم رفت، و ایمان خود به مسیح را اعتراف خواهم کرد. ” سپس او با اشتیاق و خوشحالی، خود را به جلادی که او را بسیار شدید شکنجه داد تسلیم کرد، سپس او را خفه کردند و پس از آن در ۲۲ ژانویه ۶۲۸ همراه با ۷۰ مسیحی دیگر سر او را قطع کردند. بدن وی به طرف سگ‌ها پرتاب شد، اما دست نخورده باقی ماند. از آنجا به فلسطین منتقل شد، پس از آن به قسطنطنیه و در آخر به رم، صومعه ترِه فونتانه (سه چشمه) در جایی که آثار مقدس تکریم می‌شوند نگهداری شد.
من فکر کردم شما به نام عشقی که من برای مسیح دارم، بدنم را قطعه قطعه خواهید کرد. در عوض، شما روش ساده‌تری را برای شهید کردن من انتخاب کردید.
این‌ها کلمات شجاعانه قدیس آناستازیوس پارسی خطاب به اعدام‌کنندگانش بود.